# Medina minima
Medina minima là một loài ruồi trong họ Tachinidae.